# Джемс Клиффорд (поэт)
Джемс Клиффорд (1913 — 1944) — вымышленный английский писатель, литературная мистификация поэта Владимира Лифшица. Под маской английского поэта-фронтовика Лифшиц издавал оригинальные стихотворения, выдавая их за переводы.

## Биография
Биографические сведения о Джемсе Клиффорде, сообщаемые его переводчиком Лифшицем, довольно скудны и исчерпываются короткой биографической справкой, которая предпослана изданию поэмы в 23 стихотворениях (1974). Там сказано, что поэт родился в Лондоне в 1913 г. в семье банковского служащего (в один год со своим создателем). Он рано потерял родителей и воспитывался у деда, простого рабочего, знатока английского и шотландского фольклора. Учился живописи, работал чертежником в строительной организации. Начал писать незадолго до Второй мировой войны. В 1940 году был мобилизован, служил в зенитной батарее под Дувром, затем был «переброшен на континент, где вскоре погиб при отражении немецкой танковой атаки» в 1944 г. Опубликованными свои тексты не видел.

## История мистификации
Первая публикация подборки стихов Клиффорда состоялась в 1964 году в журнале «Наш современник» (1964, № 7, с. 56—61) и была принята с воодушевлением. Лифшиц писал своему сыну Льву: «О Клиффорде тут много и очень хорошо говорят. <…> Поэты меня поздравляют с прекрасными переводами. В общем, Клиффорд материализуется на всех парах. Не вздумай кому-нибудь открыть мою маленькую красивую тайну!..» Через десять лет после первой публикации, в издании своих «Избранных стихов» (1974), Владимир Лифшиц демистифицирует своего двойника, сообщая в конце биографической справки следующее: «Такой могла бы быть биография этого английского поэта, возникшего в моем воображении и материализовавшегося в стихах, переводы которых я предлагаю вашему вниманию».
Однако и после смерти своего создателя биография вымышленного поэта продолжала обрастать подробностями. Так, Виктор Астафьев в 1997 году, сообщая о своих планах напечатать стихи из своего блокнота, рассказывает об «англичанине Джеймсе (sic!) Клиффорде, погибшем под Арденнами», а также рассказывает об обстоятельствах обретения рукописи уже в послевоенное время: «на полуистлевшем трупе безвестного английского солдата обнаружили ранец, а в ранце — тоже полуистлевшую толстую тетрадь, заполненную стихами».